# حجي أحمادوف
حجي أحمادوف (23 نوفمبر 1993 بباكو في أذربيجان - ) هو لاعب كرة قدم أذربيجاني في مركز الدفاع. شارك مع منتخب أذربيجان تحت 17 سنة لكرة القدم ومنتخب أذربيجان تحت 19 سنة لكرة القدم ومنتخب أذربيجان تحت 21 سنة لكرة القدم ومنتخب أذربيجان لكرة القدم. أما مع النوادي، فقد لعب مع نادي باكو ونادي قره باغ ونادي زيرا وShuvalan FK ‏ ونادي سومقاييت.

## وصلات خارجية
- حجي أحمادوف على موقع قاعدة بيانات كرة القدم.إي يو (الإنجليزية)
- حجي أحمادوف على موقع ناشيونال فوتبول تيمز (الإنجليزية)
- حجي أحمادوف على موقع Soccerway.com (الإنجليزية)
- حجي أحمادوف على موقع AS.com (الإسبانية)